# Commedia elegiaca
Commedia elegiaca (o commedia latina medievale) è la denominazione convenzionale con cui si indica un insieme di testi della latinità medievale, composti prevalentemente in forma metrica e caratterizzati da contenuti comici e licenziosi e dall'alternanza di dialoghi e parti narrate (fanno eccezione, a questa strutturazione, il Pamphilus seu de amore e il Babio, che sono interamente dialogate). Nella letteratura scientifica si parla anche di commedie latine medievali o commedie latine del XII-XIII secolo.
La forma metrica classica adottata in prevalenza è quella del distico elegiaco. In soli due casi, però, è adottato l'esametro: è il caso del De tribus sociis, mentre l'autore del  De nuncio sagaci adotta l'esametro leonino, con omoteleuto tra clausola e sillaba in cesura.
La fioritura del genere si inscrive principalmente all'interno della stagione culturale della cosiddetta rinascita del XII secolo.
Di tali composizioni non si conosce con certezza la fruibilità, se cioè fossero prodotti retorici o invece opere destinate a una vera e propria messa in scena (in tal caso, si ritiene più probabile una recitazione con una sola voce), né se esse abbiano avuto un'influenza sul sorgere del teatro medievale in volgare, anche se alcuni elementi comici sono passati al teatro. La pur piccola fioritura del nuovo genere elegiaco, e la notevole fortuna, rivestono una notevole importanza nella storia letteraria, per l'influenza sugli autori successivi in lingue volgari, in particolare sulla fabliaulistica e la novellistica medievale di cui anticipano temi e toni, e sulla commedia umanistica del Quattrocento.
Sebbene gli autori, a volte, dichiarino le proprie opere come rielaborazioni di Plauto o Menandro, secondo alcuni critici i veri modelli letterari sono da ricercarsi altrove: Orazio, con le tante derivazioni dalle Satire e dalle Epistole, Ovidio, ma anche Terenzio, Virgilio, Giovenale, Lucano, Stazio, Massimiano.
Particolarmente significativa è l'influenza di Ovidio, che si dispiega «in maniera a tratti invasiva», e appare sempre preponderante, con la sola eccezione del De more medicorum. Questa influenza si inserisce in un fenomeno ben noto che attraversa un'intera epoca letteraria a cavallo dei due secoli e che ha ispirato a Ludwig Traube la definizione, forse riduttiva, di Aetas Ovidiana, intesa come paradigma connotante dell'intera stagione letteraria medievale tra XII e XIII secolo.
Misteriose e difficili da spiegare, in età medievale, sono invece, nell'opera di Iacopo da Benevento, le coincidenze con i mimiambi di Eronda, la cui tradizione è affidata a un solo papiro rimasto sconosciuto fino al XIX secolo.

## Origini, caratteri e fortuna del genere letterario
Gli storici indicano nella Francia del XII secolo la culla della commedia elegiaca, e hanno fissato in Orléans la sede più importante di questa attività. La fortuna di questo genere, piccola ma di notevole importanza nella storia letteraria, si sarebbe irradiata, anche se in minor misura, dapprima all'Inghilterra e, nel XIII secolo, anche all'Italia e alla Germania, con produzioni ispirate ai tre archetipi, in chiave dapprima emulativa e poi parodistica, fino a comporre un piccolo corpus di una ventina di opere.
Degna di nota è una fioritura più tarda, di XIII secolo, in posizione geograficamente e culturalmente decentrata rispetto alla culla originaria, a cui si assiste in un ambiente culturale riconducibile alla corte di Federico II di Svevia.

### Opere

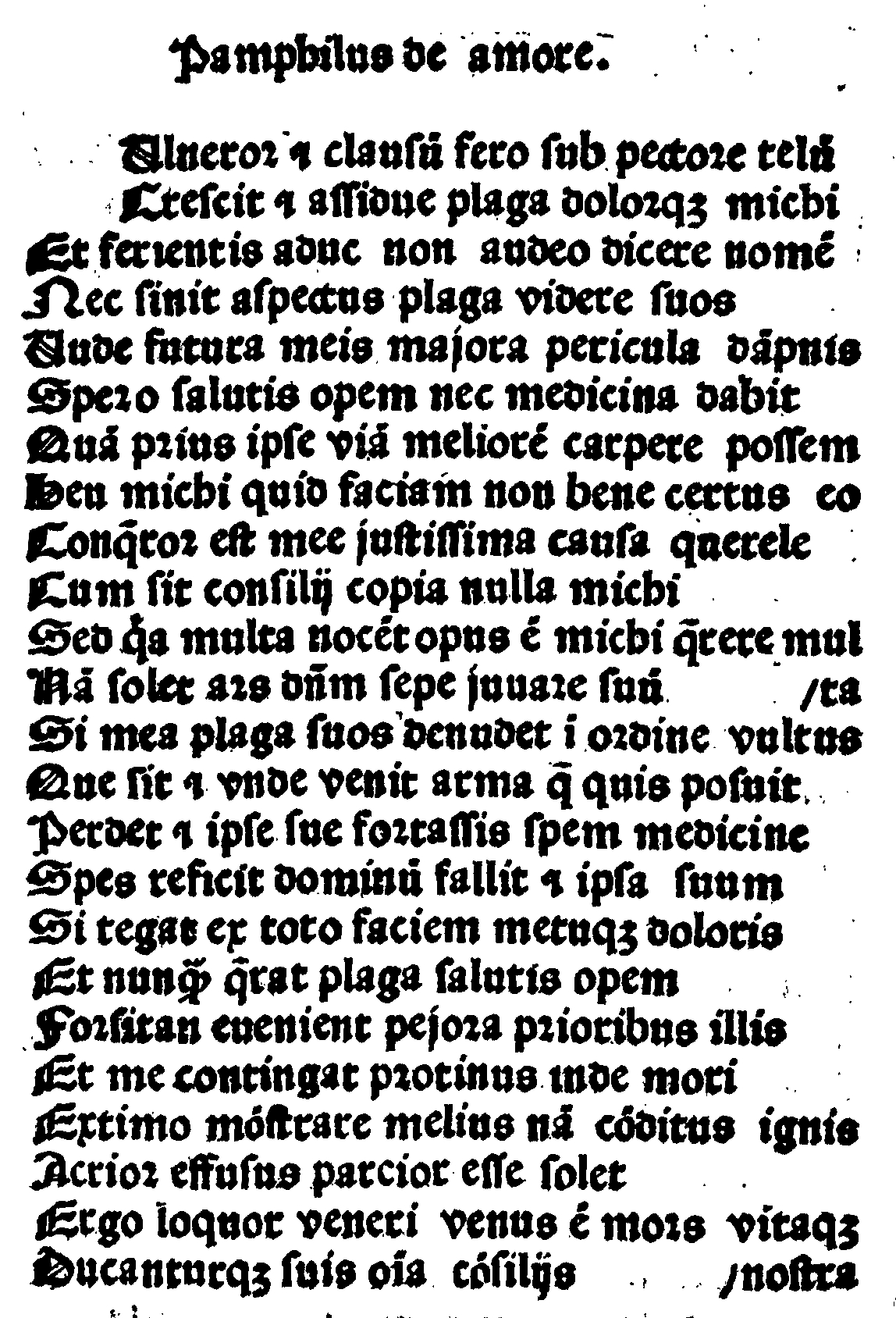
Pamphilus de amore, anonimo del 1150 ca, in un incunabolo dato a Saragozza da Paul Hurus e Johann Planck (1480-84).

Forme archetipiche del nascente genere letterario sono considerate l'adespoto Pamphilus (per Peter Dronke, prodotto culturale dell'Inghilterra di Enrico II, datato intorno al 1150), e le uniche due opere conosciute del francese Vital de Blois, vero e proprio caposcuola del nascente genere letterario: Geta (1150 ca.), curioso divertissement letterario, trasposizione dell'Anfitrione di Plauto, e Querolus (o Aulularia), realizzato intorno al 1175, a imitazione del Querolus, opera anonima del VI secolo, a sua volta ispirata all'Aulularia di Plauto.
Il Pamphilus, in particolare, occupa una posizione speciale nel corpus: interamente dialogato, anticipatore della Celestina di Fernando de Rojas (1499), è stato definito da María Rosa Lida de Malkiel "opera maestra" tra tutte le commedie elegiache, dalle quali si distaccava nettamente per la capacità di risolvere l'ispirazione ovidiana in una prospettiva in cui convergevano motivi, riflessioni e introspezioni amorose da romanzo cortese
La licenziosità allusiva delle opere raggiunge livelli insuperati nel De tribus puellis, disseminata di fantasie sessuali che rivestono un interesse che deborda dall'ambito letterario e sconfina nella patologia clinica.

### Autori
Tra gli autori noti, oltre al già citato Vital de Blois, si annoverano Guglielmo di Blois (quest'ultimo fratello del più celebre Pierre de Blois), Matteo di Vendôme, e Arnolfo di Orléans.
Appartiene all'ambiente culturale svevo del Regno di Sicilia (XIII secolo) una curiosa e più tarda fioritura del genere letterario, con quattro opere: tra gli autori che vi si cimentarono, gli unici di cui si conosca il nome sono Riccardo da Venosa e Iacopo da Benevento, entrambi giuristi, autori, rispettivamente, di due opere strettamente imparentate ai modelli letterari del secolo precedente: la singolare Paolino e Polla (De Paulino et Polla, insolitamente ricca di parti dialogate, che risente del Pamphilus e del Geta di Vital de Blois), dedicata da Riccardo all'imperatore Federico II di Svevia, e la De uxore cerdonis (attribuita a Iacopo da Benevento, strettamente imparentata al Pamphilus e all'Alda di Guglielmo di Blois. Nell'opera del beneventano Iacopo sono anche riconoscibili inattese coincidenze con i mimiambi di Eronda: si tratta di circostanze singolari e «non facilmente spiegabili», dal momento che la conoscenza moderna di Eronda si deve a una tradizione del tutto estranea, un papiro scoperto solo nel XIX secolo.

### Rapporto con le forme del teatro medievale
Non è agevole dirimere la questione del rapporto tra la commedia elegiaca e le forme e lo sviluppo del teatro medievale, argomento assai controverso, sul quale insistono diverse opinioni di studiosi.
Infatti, nonostante il nome con cui sono solitamente etichettate, queste composizioni non possono essere agevolmente ascritte al genere teatrale della commedia: esse infatti, con i loro dialoghi inseriti nel tessuto continuo della poesia metrica, si distaccano perfino dall'alveo drammaturgico e teatrale, andando a definire un nuovo e autonomo filone poetico e letterario.
Non esiste accordo nemmeno sull'esistenza di strutture sceniche o teatrali nel XII secolo: Gustave Cohen e Roger Sherman Loomis, ad esempio, propendevano per l'ipotesi affermativa mentre il parere contrario è stato espresso da altri studiosi, come Ezio Franceschini, Dino Bigongiari e Mary H. Marshall.
Quindici commedie del corpus furono pubblicate nel 1931 da Gustave Cohen per Les Belles Lettres, in traduzione francese con testo critico a fronte, nell'importante lavoro in due volumi sul teatro medievale dal titolo La Comédie latine en France au XIIe siècle: era il frutto di un intenso periodo di ricerca documentale che per sette anni impegnò Cohen, e un gruppo di altri studiosi, in una ricerca metodica dei manoscritti di rappresentazioni teatrali francesi in latino medievale.
Cohen, nella Introduction ai due volumi, confutando Edmond Faral, sosteneva la genuinità della dichiarazione degli autori di volersi ispirare ai modelli classici, e della loro vera intenzione di produrre delle vere commedie.
Sebbene non sia possibile tracciarne con esattezza il rapporto con il teatro medievale, in ogni caso, alcuni tipi e situazioni comiche, come ad esempio equivoci, mistificazioni e inganni, transitarono dalla commedia elegiaca al teatro.

### Fortuna letteraria
Le commedie di questo genere conobbero una piccola fioritura, con una ventina di opere in un arco di tempo tra la seconda metà del XII secolo e i primi decenni del XIII secolo. Ma queste opere, e in particolare il Geta di Vital de Blois e l'adespota Pamphilus, ebbero una notevole fortuna che ne favorì la conoscenza diffusa, attraverso l'inserimento in antologie o in curriculum scolastici. Il Pamphilus, in particolare fu tradotto in numerosissime lingue già nel XII secolo, compresa la lingua norrena, e il titolo stesso lasciò un'impronta riconoscibile nel lessico linguistico europeo: da Pamphilet (nome popolare con cui, in antico francese, era conosciuta la commedia), derivò la parola pamphlet, diffusasi in varie lingue, che assunse il significato odierno di «libello satirico o polemico» nella Francia del XVIII secolo.
Se controverso è il loro rapporto con la rappresentazione e la genesi del teatro medievale, sicura è invece l'influenza che dispiegarono sulla letteratura medioevale successiva, novellistica in particolar modo, che ne colse a piene mani tipi e caratteri, licenziosità e vivacità nei dialoghi e nelle trame, un influsso dispiegato, in particolare,  e sull'opera di autori della letteratura in volgare come, ad esempio, John Gower, Geoffrey Chaucer, Boccaccio, Fernando de Rojas e, soprattutto, sul Libro de buen amor di Juan Ruiz, Arcipreste de Hita, oltre che sulla commedia umanistica del Quattrocento e, quindi, sul teatro rinascimentale.

### Opere
Le opere ascrivibili in vario modo al corpus sono ventuno, principalmente di area francese 
Opere di area francese
- Geta, di Vitale di Blois[8]
- Aulularia, di Vitale di Blois
- Alda, di Guglielmo di Blois
- Lidia (probabilmente di Arnolfo di Orléans)
- Miles gloriosus (opera, per alcuni, di Arnolfo di Orléans)
- De Afra et Milone, di Matteo di Vendôme
- De tribus puellis
- De tribus sociis, di Goffredo de Vinsauf (Geoffrey de Vinsauf, Goffredo di Vinsalvo o Galfridus de Vinosalvo)
- De clericis et rustico
- De mercatore
- De nuntio sagaci

Area inglese (o francese)
- Pamphilus seu de amore (o Pamphilus de amore)
- Gliscerium et Birria
- Baucis et Traso
- Babio

Area tedesca
- Asinarius
- Rapularius
- Rapularius II

Area italiana
- De Paulino et Polla, di Riccardo da Venosa
- De uxore cerdonis, di Iacopo da Benevento
- De more medicorum
- De Lombardo et lumaca

## Edizioni
- Karl Lohmeyer (curatore), Guilelmi Blesensis Aldae comoedia, Carolus Lohmeyer edidit, in Aedibus B.G. Teubneri in Lipsiae, 1892 (on line da Internet Archive, edizione del Codex Vindobonensis 312)
- AA.VV. (a cura di Gustave Cohen), Études d'histoire du théâtre en France au Moyen âge et à la Renaissance, Gallimard, 1956
- Edizione critica del testo con traduzione italiana a fronte, a cura di vari autori, in:
  - Ferruccio Bertini (curatore), Commedie latine del XII e XIII secolo, 6 voll., Pubblicazioni dell'Istituto di filologia classica dell'Università di Genova, 1976-1998
- Ferruccio Bertini, Il «De uxore cerdonis», commedia latina del XIII secolo, «Schede medievali», 6-7 (1984), pp. 9–18
- Franco Munari, Mathei Vindocinensis opera, 3 voll., Edizioni di storia e letteratura, 1977-1988
  - Vol. I, Catalogo dei manoscritti, 1977
  - Vol. II, Piramus et Tisbe - Milo - Epistule - Tobias, 1982
  - Vol. III, Ars versificatoria - Glossario - Indici, 1988
- Joachim Suchomski, Michael Willumat, Lateinische Comediae des 12. Jahrhunderts., Wissenschaftliche Buchgesellschaft, 1979
- Alison Goddard Elliott, Seven medieval Latin comedies (con traduzione in inglese), Garland Publishing, New York & London, 1984